# Izydor
Izydor – imię męskie pochodzenia greckiego, utworzone przez Greków osiadłych w starożytnym Egipcie po podboju Egiptu przez Aleksandra Wielkiego. Grecy ci włączyli do swego panteonu boginię Izydę jako jedno z głównych bóstw.
Izydor został utworzony przez połączenie imienia bogini Izydy oraz gr. dōron – „dar” i oznacza „dar Izydy”. Mogło stanowić przekład grecki imienia egipskiego lub też zostać utworzone przez Greków bezpośrednio na gruncie języka greckiego.
Imię zostało przejęte przez starożytnych Rzymian, dzięki czemu dotarło do chrześcijaństwa. W dokumentach polskich jest poświadczone od 1320, początkowo jako imię klasztorne, a we wschodniosłowiańskiej formie Sydor (odnotowano także formę Sydur) – od 1402. Według Frosa i Sowy, w dawnych dokumentach polskich istnieją wzmianki o 2 lub 3 Izydorach z X i XI wieku, jednak w Słowniku staropolskich nazw osobowych pod red. W. Taszyckiego oraz innych cytowanych opracowaniach brak potwierdzenia tej informacji. 
Od tego imienia powstała staroruska forma skrócona (zdrobniała, spieszczona) Sidor, utworzona za pomocą popularnej w imiennictwie zarówno ruskim, jak i polskim techniki ucinania nagłosu.
Izydor bardziej upowszechnił się w Polsce XVIII i XIX wieku. Dość popularny był w latach dwudziestych XX wieku.
Odnotowane w dawnych dokumentach formy pochodne od tego imienia to: Iżyk // Jiżyk, Dorek (też od Teodor), wsł. Sydko, Syduszek, Syduszko.
W Martyrologium rzymskim odnotowano dziesięciu świętych Izydorów, dodatkowo w innych źródłach – dziewięciu.
Żeńskim odpowiednikiem jest Izydora.
Izydor imieniny obchodzi:
- 4 lutego, w dniu wspomnienia św. Izydora z Peluzjum,
- 4 kwietnia, w dniu wspomnienia św. Izydora z Sewilli[1],
- 17 kwietnia, w dniu wspomnienia św. Izydora, Eliasza i Pawła, męczenników z Kordoby[9],
- 14 maja, w dniu wspomnienia św. Izydora z Rostowa,
- 15 maja, w dniu wspomnień św. Izydora Oracza oraz św. Izydora z Chios,
- 6 października, w dniu wspomnienia bł. Izydora De Loor[1],
- 14 grudnia, w dniu wspomnienia św. Izydora, Herona, Atera (Arseniusza) i Dioskura, męczenników[10].

Żeński odpowiednik to Izydora. Odpowiedniki obcojęzyczne: łac. Isidorus, ang. Isidor, fr. Isidor, hiszp. Isidoro, Isidro, niem. Isidor, ros. Isidor, Sidor, wł. Isidoro.

## Odpowiedniki w innych językach
- angielski: Isidore
- białoruski: Сідар (Sidar)
- czeski: Isidor, Izidor
- esperanto: Izidoro[11]
- francuski: Isidore
- litewski: Izidorius, Dzidorius, Dzidas
- łacina: Isidorus
- niemiecki: Isidor, Isidorus
- rosyjski: Сидор, Исидор (Sidor, Isidor)
- staro-cerkiewno-słowiański: Isidorъ, Sidorъ
- staroukraiński: Исидоръ, Сидоръ[7]
- ukraiński: Сидір (Sydir, odmiana: Sydora, Sydorowi)
- węgierski: Izidor, Izor
- włoski: Isidoro

## Znane osoby noszące imię Izydor
- Izydor z Miletu (442–537) – grecki architekt, fizyk i matematyk
- Izydor z Sewilli (ok. 554–636) – biskup i święty Kościoła katolickiego
- Izydor Oracz (ok. 1080 – ok. 1130) – święty katolicki pochodzący z Hiszpanii
- Izydor – patriarcha Konstantynopola od 1347 do 1350
- Izydor – duchowny rzymskokatolicki, biskup włodzimierski od 1375
- Izydor z Kijowa (ok. 1385–1463) – kardynał, w latach 1437–1442 prawosławny metropolita Kijowa i Wszechrusi
- Izydor (zm. 1619) – rosyjski biskup prawosławny
- Ysidro Alexis (ur. 1989) – dominikański zapaśnik walczący w stylu wolnym
- Izydor Affaita – włoski architekt, kapitan, inżynier wojskowy, sekretarz królewski, działający w Polsce
- Izydor Bakanja (zm. 1909) – zairski męczennik, błogosławiony Kościoła katolickiego
- Izydor (Bogojawleński) (1879–1949) – rosyjski biskup prawosławny, biskupa talliński i estoński
- Izydor Borys (ur. 1965) – polski rzeźbiarz, ceramik
- Isidore Lucien Ducasse (1846–1870) – francuski poeta i pisarz
- Izydor Gwoźdź – podpułkownik Wojska Polskiego II RP
- Izydor (Kiriczenko) (ur. 1941) – rosyjski biskup prawosławny, metropolita jekaterinodarski i kubański
- Izydor Kopernicki (1825–1891) – polski antropolog, powstaniec styczniowy
- Sidor Kowpak (1887–1967) – generał major Armii Czerwonej, dwukrotny Bohater Związku Radzieckiego
- Izydor Matuszewski – generał zakonu paulinów
- Izydor (Nikolski) (1799–1892) – rosyjski biskup prawosławny, metropolita nowogrodzki, petersburski i fiński
- Isidor Isaac Rabi (1898–1988) – amerykański fizyk, noblista
- Izydor Stella-Sawicki (1881–1957) – polski inżynier, pierwszy rektor Politechniki Krakowskiej (1946–1948)
- Izydor Szaraniewicz (1829–1901) – historyk polski pochodzenia ukraińskiego
- Izydor (Tupikin) (ur. 1974) – rosyjski duchowny prawosławny, metropolita smoleński i rosławski
- Izydor Zaczykiewicz (1900–1991) – polski pisarz
- Franciszek Izydor Bocheński (1823–1897) – polski ziemianin, przemysłowiec, zesłaniec
- Jan Izydor Sztaudynger (1904–1970) – polski poeta i satyryk
- Krzysztof Izydor Konopelski – polski grafik, satyryk, poeta

Nazwiska pochodzące od imienia Izydor: Sidor, Izydorczuk, Izydorczyk i in., Sydor.